# Building Nothing Out of Something
Building Nothing Out of Something è un album di raccolta del gruppo musicale statunitense Modest Mouse, pubblicato nel 2000.

## Tracce
1. Never Ending Math Equation
2. Interstate 8
3. Broke
4. Medication
5. Workin' on Leavin' the Livin'
6. All Night Diner
7. Baby Blue Sedan
8. A Life of Arctic Sounds
9. Sleepwalking
10. Grey Ice Water
11. Whenever You Breathe Out, I Breathe In (Positive Negative)
12. Other People's Lives